# 콘래드 베인
콘래드 스태퍼드 베인(영어: Conrad Stafford Bain, 1923년 2월 4일 ~ 2013년 1월 14일)은 캐나다에서 태어난 미국의 배우, 희극인이다.

## 출연 작품

### 영화
- 일망타진 (1968)
- 형사 마디간 (1968)
- 러버스 앤 어더 스트레인저 (1970)
- 아버지의 노래 (1970)
- 맨 오브 크라이시스: 하비 웰링거 스토리 (1971)
- 도청 작전 (1971)
- 헐리웃 스토리 (1990)
- 투팍 - 부활 (2003)

### 텔레비전
- 사랑의 유람선 (1978, 1985)
- 신나는 개구쟁이 (1978-86)
- 기동순찰대 (1980)
- 더 프레시 프린스 오브 벨 에어 (1996)